# Dévaliseurs nocturnes
Les devaliseurs nocturnes és una pel·lícula de curtmetratge muda en blanc i negre francesa del 1904 de ficció criminal, dirigida per Gaston Velle per Pathé.